# Sportjahr 1982
Liste der Sportjahre

◄◄ | ◄ | 1978 | 1979 | 1980 | 1981 | Sportjahr 1982 | 1983 | 1984 | 1985 | 1986 | ► | ►►

Weitere Ereignisse · Fußballjahr

## Badminton
Höhepunkte des Badmintonjahres 1982 waren die All England, die Irish Open, die Scottish Open, die German Open, die Dutch Open, die Denmark Open, die French Open, die Asienspiele, die Commonwealth Games und die Europameisterschaft.

### Internationale Veranstaltungen
| Veranstaltung | Herreneinzel | Dameneinzel   | Herrendoppel                   | Damendoppel                      | Mixed                            |
| ------------- | ------------ | ------------- | ------------------------------ | -------------------------------- | -------------------------------- |
| All England   | Morten Frost | Zhang Ailing  | Razif Sidek Jalani Sidek       | Lin Ying Wu Dixi                 | Martin Dew Gillian Gilks         |
| Denmark Open  | Morten Frost | Wu Jianqiu    | Park Joo-bong Lee Eun-ku       | Lin Ying Wu Dixi                 | Thomas Kihlström Nora Perry      |
| French Open   | Ahmed Zubair | Denyse Julien | Bob MacDougall Mark Freitag    | Johanne Falardeau Linda Cloutier | Bob MacDougall Johanne Falardeau |
| German Open   | Morten Frost | Wu Dixi       | Morten Frost Steen Fladberg    | Wu Dixi Lin Ying                 | Dipak Tailor Gillian Gilks       |
| Swedish Open  | Misbun Sidek | Wu Dixi       | Christian Hadinata Lius Pongoh | Xu Rong Wu Jianqiu               | Duncan Bridge Gillian Clark      |

## Fußball
- Italien gewinnt die Fußball-Weltmeisterschaft 1982

## Leichtathletik
- 16. Januar – Mary Decker-Slaney, USA, lief die 10.000 Meter der Damen in 31:35,3 Minuten.
- 17. März – Anne Audain, Neuseeland, lief die 5000 Meter der Damen in 15:13,2 Minuten.
- 10. April – Carol Cady, USA, erreichte im Hammerwurf der Damen 41,99 Meter.
- 1. Mai – Anișoara Cuşmir, Rumänien, erreichte im Weitsprung der Damen 7,15 Meter.
- 8. Mai – Marita Koch, DDR, lief die 400 Meter der Damen in 48,16 Sekunden.
- 8. Mai – Ulrike Meyfarth, Deutschland, erreichte im Hochsprung der Damen 2,02 Meter.
- 8. Mai – Daley Thompson, Großbritannien, erreichte im Zehnkampf der Herren 8743 Punkte.
- 8. Mai – Sally Pierson, Australien, ging im 10.000-Meter-Gehen der Damen in 45:38 Minuten.
- 23. Mai – Daley Thompson, Großbritannien, erreichte im Zehnkampf der Herren 8730 Punkte.
- 27. Mai – Carol Cady, USA, erreichte im Hammerwurf der Damen 48,13 Meter.
- 4. Juni – Sergei Litwinow, Sowjetunion, warf im Hammerwurf der Herren 83,98 Meter.
- 5. Juni – Mary Decker, USA, lief die 5000 Meter der Damen in 15:08,3 Minuten.
- 10. Juni – Sue Orr/Cook, Australien, ging im 10.000-Meter-Gehen der Damen in 45:32 Minuten.
- 20. Juni – Ramona Neubert, DDR, erreichte im Siebenkampf der Damen 6845 Punkte.
- 23. Juni – Daley Thompson, Großbritannien, erreichte im Zehnkampf der Herren 8704 Punkte.
- 29. Juni – Ljudmila Bragina, Sowjetunion, lief die 10.000 Meter der Damen in 31:35,0 Minuten.
- 4. Juli – Sergei Litwinow, Sowjetunion, erreichte im Hammerwurf der Herren 83,98 Meter.
- 7. Juli – Terri Turner, USA, erreichte im Dreisprung der Damen 12,47 Meter.
- 7. Juli – David Moorcroft, Großbritannien, lief die 5000 Meter der Herren in 13:00,4 Minuten.
- 16. Juli – Mary Decker, USA, lief die 10.000 Meter der Damen in 31:35,3 Minuten.
- 25. Juli – Swetlana Ulmassowa, Sowjetunion, lief die 3000 Meter der Damen in 8:26,8 Minuten.
- 29. Juli – Tiina Lillak, Finnland, erreichte im Speerwurf der Damen 72,40 Meter.
- 1. August – Vali Ionescu, Rumänien, sprang in der Kategorie der Damen 7,20 Meter.
- 9. August – Marlies Göhr, DDR, lief die 100 Meter der Damen in 10,88 Sekunden
- 15. August – Jürgen Hingsen, Deutschland, erreichte im Zehnkampf der Herren 8741 Punkte.
- 19. August – Susan Cook, Australien, ging im 20.000-Meter-Gehen der Damen in 1:36,4 Stunden.
- 1. September – Debbie Lombard, USA, erreichte im Hammerwurf der Damen 38,33 Meter.
- 1. September – Carol Cady, USA, erreichte im Hammerwurf der Damen 41,99 Meter.
- 7. September – Daley Thompson, Großbritannien, erreichte im Zehnkampf der Herren 8774 Punkte.
- 8. September – Marita Koch, DDR, lief die 400 Meter der Damen in 48,16 Sekunden.
- 8. September – Ulrike Meyfarth, Deutschland, sprang im Hochsprung der Damen 2,02 Meter.
- 26. September – Sofia Sakorafa, Griechenland, erreichte im Speerwurf der Damen 74,2 Meter.

## Motorradsport

### Formula TT
- Die Formula TT besteht 1982 zum ersten Mal aus drei Rennen. Neben der Isle of Man TT und dem Ulster Grand Prix zählt auch der Lauf im portugiesischen Vila Real zur WM. Die TT-F3-Klasse wird nicht mehr ausgeschrieben.

#### TT-F1-Klasse
- In der TT-F1-Klasse gewinnt der 30-jährige Nordire Joey Dunlop auf Honda den Titel vor dem Briten Ron Haslam (ebenfalls Honda) und dem Neuseeländer Dave Hiscock (Suzuki).

#### TT-F2-Klasse
- In der TT-F2-Klasse verteidigt der Brite Tony Rutter auf Ducati seinen Titel. Zweiter wird der Deutsche Rainer Nagel (ebenfalls Ducati), Dritter der Brite Phil Odlin (Yamaha).

## Tischtennis
- Tischtennis-Europameisterschaft 1982 17. bis 25. April in Budapest (Ungarn)
- Länderspiele Deutschlands (Freundschaftsspiele)
  - 26. August: Lübeck: D. – China 0:5 (Herren)
  - 27. August: Mülheim-Kärlich: D. – China 0:5 (Herren)
- Europaliga
  - 13. Januar: Waiblingen: D. – Frankreich 3:4 (Damen + Herren)
  - 10. Februar: Hamburg: D. – Polen 3:4 (Damen + Herren)
  - 10. März: Willstätt: D. – CSSR 1:6 (Damen + Herren)
  - 15. September: Trebic: D. – CSSR 3:4 (Damen + Herren)
  - 10. November: Solrod: D. – Dänemark 6:1 (Damen + Herren)
  - 15. Dezember: Würzburg: D. – Jugoslawien 1:6 (Damen + Herren)

## Wintersport
- 28. Januar bis 7. Februar: Alpine Skiweltmeisterschaften 1982 in Schladming und Haus/Ennstal, Österreich

## Geboren

### Januar
- 01. Januar: Egidio Arévalo Ríos, uruguayischer Fußballspieler
- 01. Januar: David Nalbandian, argentinischer Tennisspieler
- 02. Januar: Athanasia Tsoumeleka, griechische Leichtathletin und Olympiasiegerin
- 03. Januar: Eşref Apak, türkischer Hammerwerfer
- 03. Januar: Nicky Robinson, walisischer Rugbyspieler
- 04. Januar: Bernhard Kohl, österreichischer Radrennfahrer
- 05. Januar: Luca Ansoldi, italienischer Eishockeyspieler
- 05. Januar: Karel Geraerts, belgischer Fußballspieler
- 05. Januar: Janica Kostelić, kroatische Ski-Alpinfahrerin

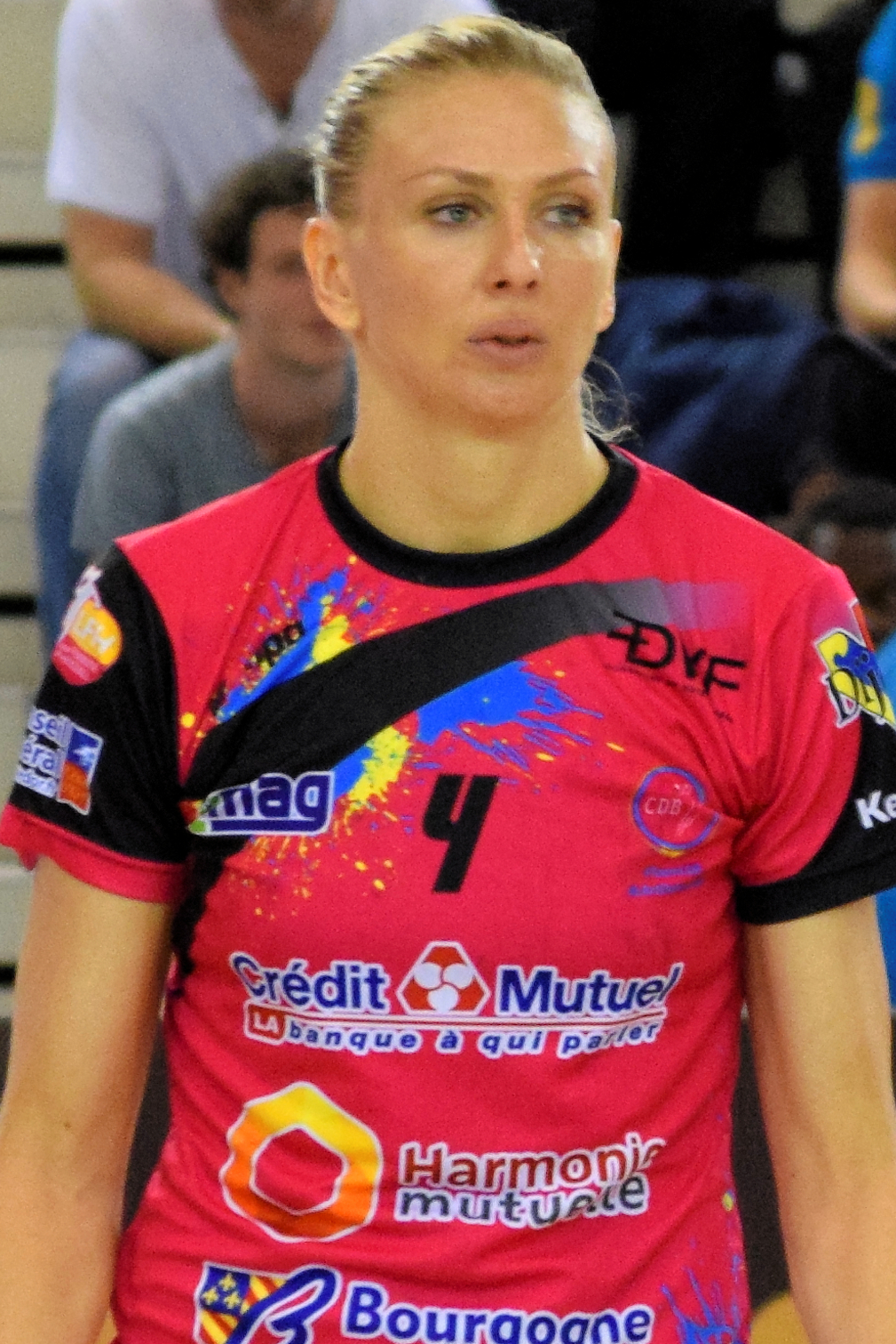
Anastassija Pidpalowa

- 05. Januar: Anastassija Pidpalowa, ukrainische Handballspielerin
- 06. Januar: Gilbert Arenas, US-amerikanischer Basketballspieler
- 06. Januar: David Breuer, deutscher Handballspieler
- 07. Januar: Carlos Canobbio, uruguayischer Fußballspieler
- 07. Januar: Jade North, australischer Fußballspieler
- 07. Januar: Hannah Stockbauer, deutsche Schwimmerin
- 08. Januar: Huang Sui, chinesische Badmintonweltmeisterin
- 09. Januar: Corry Berger, deutsche Basketballspielerin
- 11. Januar: Anthony Delhalle, französischer Motorrad- und Automobilrennfahrer († 2017)
- 11. Januar: Jörg Hahnel, deutscher Fußballspieler
- 12. Januar: Justin Aikins, kanadischer Eishockeyspieler
- 12. Januar: Kinga Grzyb, polnische Handballspielerin
- 13. Januar: Guillermo Coria, argentinischer Tennisspieler
- 13. Januar: Tommi Martikainen, finnischer Radrennfahrer
- 13. Januar: David Möller, deutscher Rodler
- 14. Januar: Lawrence Aidoo, ghanaischer Fußballspieler
- 14. Januar: Markus Wagesreiter, österreichischer Handballspieler
- 15. Januar: Rémi Adiko, ivorischer Fußballspieler
- 15. Januar: Benjamin Agosto, US-amerikanischer Eiskunstläufer
- 16. Januar: Tuncay Şanlı, türkischer Fußballspieler
- 17. Januar: Dwyane Wade, US-amerikanischer Basketballspieler
- 22. Januar: Fabricio Coloccini, argentinischer Fußballspieler
- 22. Januar: Cornelia Dumler, deutsche Volleyballspielerin
- 22. Januar: Peter Jehle, Liechtensteiner Fußballspieler
- 22. Januar: Martin Koch, österreichischer Skispringer
- 22. Januar: Rodrigo Muñoz, uruguayischer Fußballspieler
- 22. Januar: Jason Peters, US-amerikanischer American-Football-Spieler
- 23. Januar: Karol Bielecki, polnischer Handballspieler
- 23. Januar: Aljona Kartaschowa, russische Ringerin
- 23. Januar: Andrew Rock, US-amerikanischer Leichtathlet
- 24. Januar: Konstantin Firsanov, deutsch-russischer Eishockeyspieler

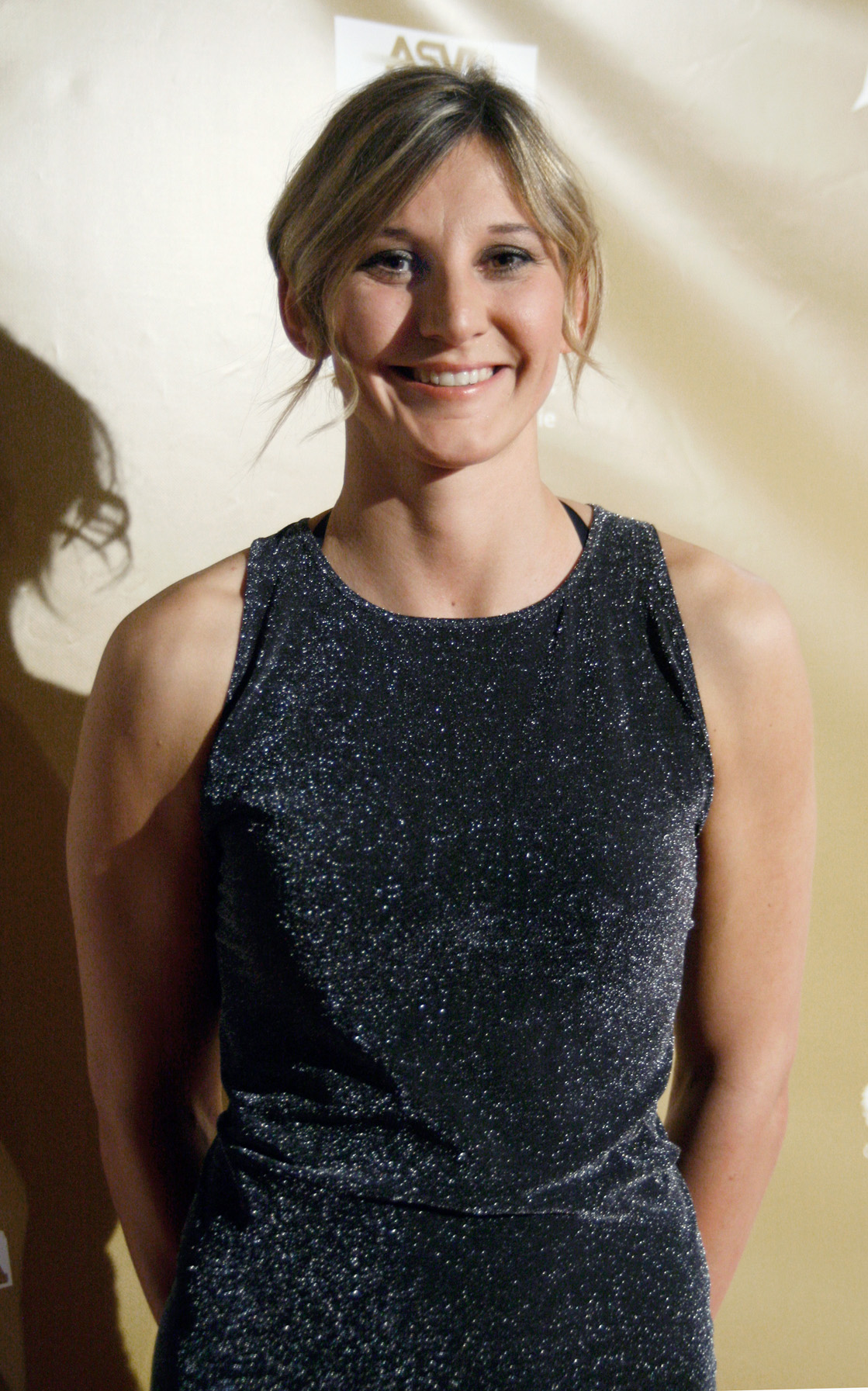
Claudia Heill

- 24. Januar: Claudia Heill, österreichische Judoka († 2011)
- 24. Januar: Hamdi Dhouibi, tunesischer Zehnkämpfer
- 25. Januar: Peter van Agtmaal, niederländischer Radrennfahrer
- 25. Januar: Alejandro Argüello, mexikanischer Fußballspieler
- 25. Januar: Maxim Schabalin, russischer Eiskunstläufer
- 25. Januar: Benno Wiegert, deutscher Handballspieler
- 26. Januar: Justin Cochrane, antiguanischer Fußballspieler
- 26. Januar: Miloš Putera, slowakischer Handballspieler
- 27. Januar: Eva Asderaki, griechische Tennisschiedsrichterin
- 27. Januar: Nadine Hentschke, deutsche Leichtathletin
- 27. Januar: Herbert Rauter, österreichischer Fußballspieler
- 28. Januar: Anna Andersson, schwedische Eishockeyspielerin
- 28. Januar: Aljaksandr Baraukou, russisch-belarussischer Eishockeyspieler
- 28. Januar: Jan Kopecký, tschechischer Rallyefahrer
- 28. Januar: Katja Wächter, deutsche Florettfechterin
- 29. Januar: Ji Jianhua, chinesischer Mountainbike- und Straßenradrennfahrer
- 29. Januar: Adam van Koeverden, kanadischer Kanute
- 30. Januar: DeSagana Diop, senegalesischer Basketballspieler und -trainer
- 31. Januar: Jekaterina Ananina, russische Badmintonspielerin
- 31. Januar: Maret Ani, estnische Tennisspielerin
- 31. Januar: Andreas Görlitz, deutscher Fußballspieler
- 31. Januar: Ronny Göhl, deutscher Handballspieler
- 31. Januar: Enrico Gaede, deutscher Fußballspieler
- 31. Januar: Alexei Werbow, russischer Volleyballspieler

### Februar
- 01. Februar: Akseli Lajunen, finnischer Skispringer
- 01. Februar: Andrea Minguzzi, italienischer Ringer
- 02. Februar: Dorcus Inzikuru, ugandische Leichtathletin
- 03. Februar: Tim Burke, US-amerikanischer Biathlet
- 03. Februar: Mariusz Jurkiewicz, polnischer Handballspieler
- 03. Februar: Roland Schwegler, Schweizer Fußballspieler
- 04. Februar: Heiner Backhaus, deutscher Fußballspieler
- 04. Februar: Roman Wallner, österreichischer Fußballspieler
- 05. Februar: Nicolas Gilsoul, belgischer Rallyebeifahrer
- 05. Februar: Rodrigo Palacio, argentinischer Fußballspieler
- 05. Februar: Christoph Schubert, deutscher Eishockeyspieler
- 08. Februar: Jens Dethloff, deutscher Handballspieler und Handballtrainer
- 09. Februar: Christine Kaltenbach, deutsche Fußballspielerin
- 09. Februar: Konrad Wilczynski, österreichischer Handballspieler
- 10. Februar: Claudio Dadomo, uruguayischer Fußballspieler
- 10. Februar: Justin Gatlin, US-amerikanischer Leichtathlet
- 11. Februar: Neil Robertson, australischer Snookerspieler
- 11. Februar: Thomas Wörle, deutscher Fußballspieler und -trainer
- 12. Februar: Julius Aghahowa, nigerianischer Fußballspieler
- 12. Februar: Markus Feulner, deutscher Fußballspieler
- 12. Februar: Harez Habib, afghanischer Fußballspieler
- 12. Februar: Matías Carlos Schulz, argentinischer Handballspieler
- 12. Februar: Louis Tsatoumas, griechischer Weitspringer
- 13. Februar: Björn Andersson, schwedischer Fußballspieler
- 13. Februar: Markus Dau, deutscher Handballspieler

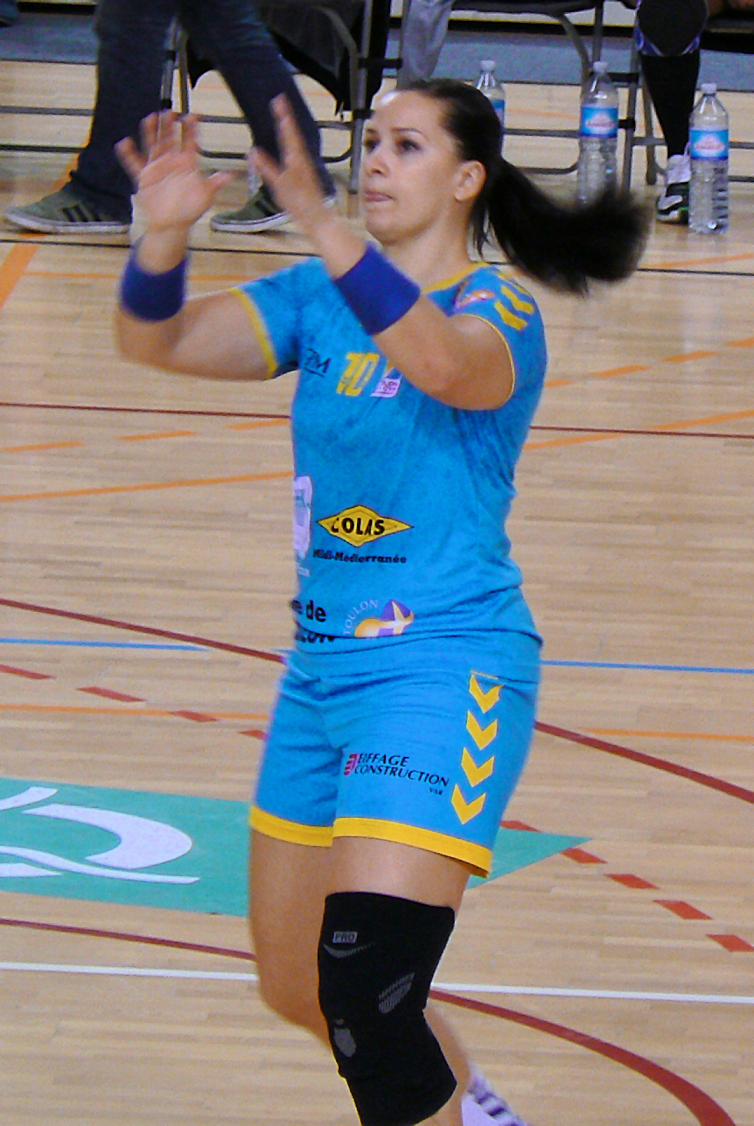
Sophie Herbrecht

- 13. Februar: Sophie Herbrecht, französische Handballspielerin und -trainerin
- 14. Februar: Ruslan Sainullin, russischer Eishockeyspieler
- 15. Februar: Merthan Açıl, türkischer Fußballspieler
- 17. Februar: Adriano, brasilianischer Fußballspieler
- 17. Februar: Timothée Atouba, kamerunischer Fußballspieler
- 17. Februar: Nicolás Medina, argentinischer Fußballspieler
- 17. Februar: Gustavo Sondermann, brasilianischer Automobilrennfahrer († 2011)
- 18. Februar: Marcos Ferreira Xavier, aserbaidschanisch-brasilianischer Fußballspieler
- 18. Februar: José Rujano, venezolanischer Radrennfahrer
- 18. Februar: Christian Tiffert, deutscher Fußballspieler
- 18. Februar: Radovan Vujanović, serbischer Fußballspieler
- 19. Februar: Camelia Potec, rumänische Schwimmerin und Olympiasiegerin
- 20. Februar: Josef Laštovka, tschechischer Fußballspieler und -trainer
- 20. Februar: Juri Wesjolow, russischer Rennrodler
- 25. Februar: Rômulo Marcos Antoneli, brasilianischer Fußballspieler
- 25. Februar: Pawel Kanarski, russischer Eishockeyspieler
- 25. Februar: Lars Kaufmann, deutscher Handballspieler
- 25. Februar: Maurizio Mariani, italienischer Fußballschiedsrichter
- 25. Februar: Flavia Pennetta, italienische Tennisspielerin
- 25. Februar: Anton Woltschenkow, russischer Eishockeyspieler
- 26. Februar: Li Na, chinesische Tennisspielerin
- 27. Februar: Bruno Soares, brasilianischer Tennisspieler
- 28. Februar: Daniel Leites, uruguayischer Fußballspieler

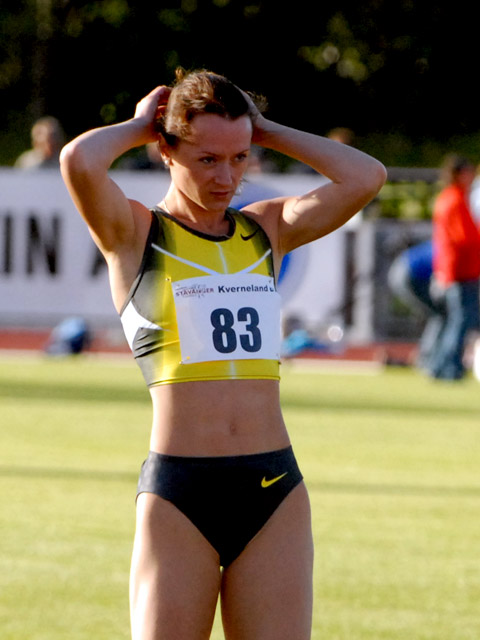
Jelena Slessarenko

- 28. Februar: Jelena Slessarenko, russische Hochspringerin und Olympiasiegerin

### März
- 01. März: Leryn Franco, paraguayische Leichtathletin und Model
- 01. März: Juanma Ortiz, spanischer Fußballspieler
- 01. März: Alexander Sokolow, russischer Volleyballspieler und Olympiasieger

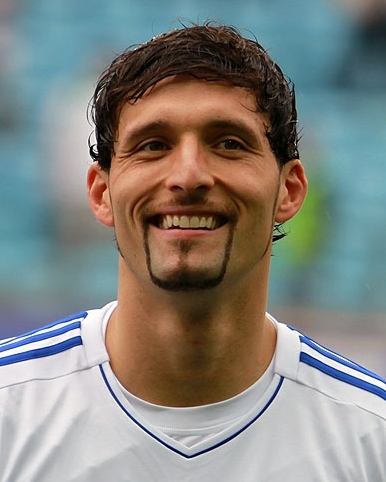
Kevin Kurányi

- 02. März: Kevin Kurányi, deutscher Fußballspieler
- 02. März: Kathy Radzuweit, deutsche Volleyballspielerin
- 02. März: Ben Roethlisberger, US-amerikanischer American-Football-Spieler
- 03. März: Alejandro Alonso, argentinischer Fußballspieler
- 04. März: Ljudmila Jeschowa, russische Kunstturnerin
- 05. März: Toril Hetland Akerhaugen, norwegische Fußballspielerin
- 05. März: Kurt Ams, australischer Fußballschiedsrichter
- 05. März: Artjom Krjukow, russischer Eishockeyspieler
- 05. März: Du Li, chinesische Sportschützin
- 06. März: Inga Abitowa, russische Langstreckenläuferin
- 06. März: Henrik Knudsen, dänischer Handballspieler
- 07. März: Tomás Guzmán, paraguayischer Fußballspieler
- 12. März: Ilja Nikulin, russischer Eishockeyspieler
- 13. März: Denys Kostjuk, ukrainischer Radrennfahrer
- 13. März: Manuel Pasqual, italienischer Fußballspieler
- 14. März: Carlos Marinelli, argentinischer Fußballspieler
- 14. März: Thomas Paulus, deutscher Fußballspieler
- 15. März: Wilson Kipsang, kenianischer Leichtathlet
- 15. März: Björn Wiegers, deutscher Handballspieler
- 18. März: Olof Ask, schwedischer Handballspieler
- 18. März: Timo Glock, deutscher Automobilrennfahrer
- 18. März: Mantorras, angolanischer Fußballspieler
- 19. März: Eduard Gutknecht, deutscher Boxer
- 19. März: Benjamin Voigt, deutscher Eishockeytorhüter
- 20. März: Urantschimegiin Mönch-Erdene, mongolischer Boxer
- 20. März: José Moreira, portugiesischer Fußballspieler
- 20. März: Christoph Vetter, deutscher Handballspieler
- 21. März: Ejegayehu Dibaba, äthiopische Langstreckenläuferin
- 21. März: Colin Turkington, britischer Automobilrennfahrer
- 21. März: Anthar Yahia, algerisch-französischer Fußballspieler
- 22. März: Inácio Piá, brasilianisch-italienischer Fußballspieler
- 24. März: Fourie du Preez, südafrikanischer Rugbyspieler
- 24. März: Mariano Donda, argentinischer Fußballspieler
- 25. März: Nadine Krause, deutsche Handballspielerin

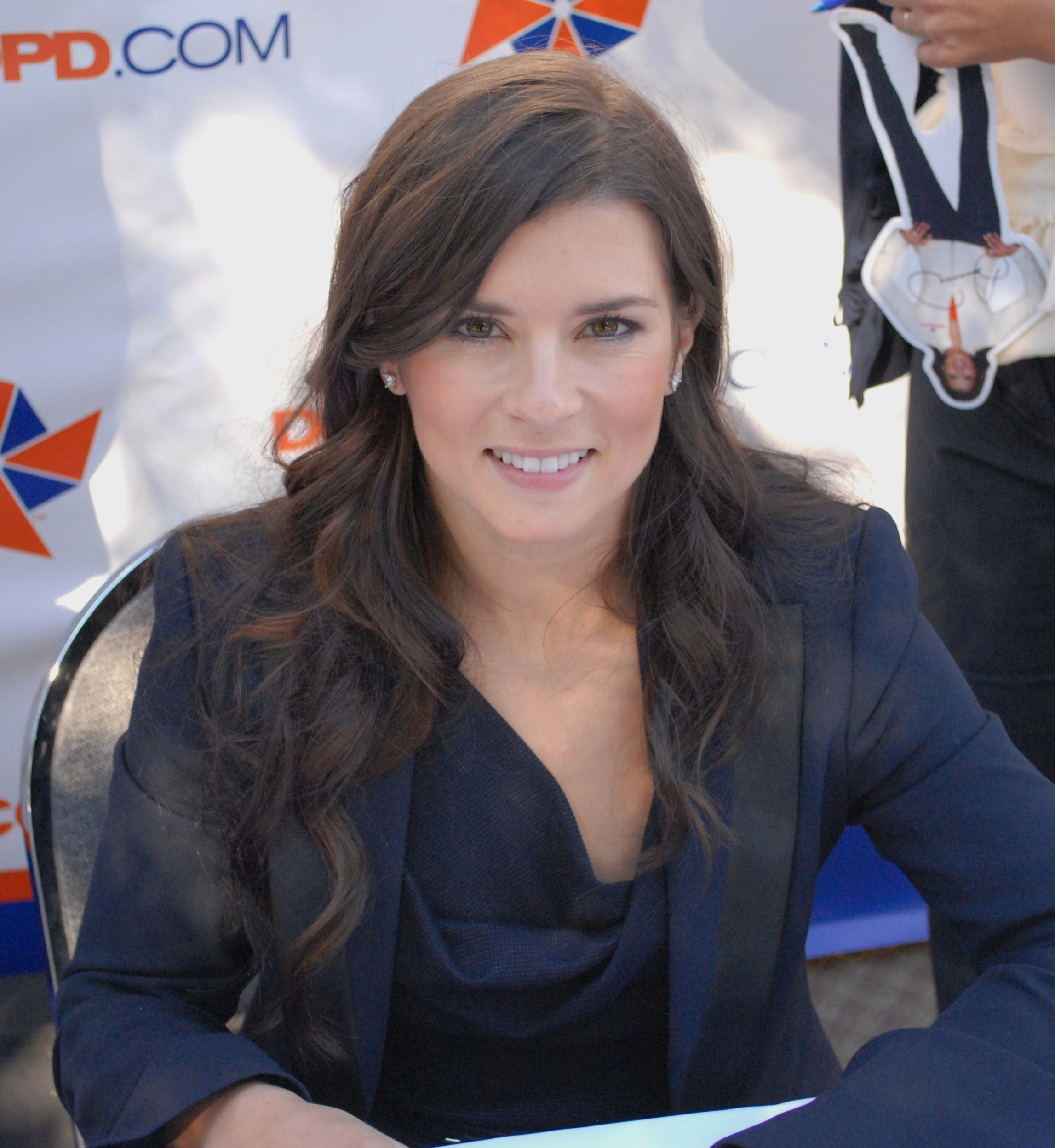
Danica Patrick

- 25. März: Danica Patrick, US-amerikanische Automobilrennfahrerin
- 26. März: Zekiros Adanech, äthiopische Marathonläuferin
- 26. März: Stanislav Angelovič, slowakischer Fußballspieler
- 26. März: Andreas Hinkel, deutscher Fußballspieler
- 26. März: Marcus Hock, deutscher Handballspieler
- 26. März: Nate Kaeding, US-amerikanischer American-Football-Spieler
- 28. März: Aksana Mjankowa, belarussische Hammerwerferin und Olympiasiegerin
- 29. März: Matthias Flohr, deutscher Handballspieler und -trainer
- 30. März: Philippe Mexès, französischer Fußballspieler
- 30. März: Jure Natek, slowenischer Handballspieler
- 31. März: Sergei Soin, russischer Eishockeyspieler

### April
- 01. April: Andrei Corneencov, moldauischer Fußballspieler
- 01. April: Stefan Pieper, deutscher Skispringer
- 01. April: Andreas Thorkildsen, norwegischer Leichtathlet
- 01. April: Róbert Vittek, slowakischer Fußballspieler
- 02. April: Marco Amelia, italienischer Fußballspieler
- 03. April: Jared Allen, US-amerikanischer American-Football-Spieler
- 03. April: Daniel Svensson, dänischer Handballspieler
- 04. April: Dragoș Oprea, deutscher Handballspieler
- 04. April: Rémi Pauriol, französischer Radrennfahrer
- 05. April: Stefanie Becker, deutsche Fußballspielerin
- 05. April: Thomas Hitzlsperger, deutscher Fußballspieler
- 06. April: Kolja Afriyie, deutscher Fußballspieler
- 06. April: Steve O’Dwyer, amerikanisch-irischer Pokerspieler
- 09. April: Ivo Töllner, deutscher Handballspieler
- 10. April: Adnan Mravac, bosnisch-herzegowinischer Fußballspieler
- 12. April: Tamer Bayoumi, ägyptischer Taekwondoin
- 12. April: Juan Pablo Brzezicki, argentinischer Tennisspieler
- 12. April: Ryan Dalziel, britischer Automobilrennfahrer
- 13. April: Rico Göde, deutscher Handballspieler
- 14. April: Renat Abdulin, kasachischer Fußballspieler
- 14. April: Jekaterina Abramowa, russische Eisschnellläuferin
- 14. April: Mauro Cetto, argentinischer Fußballspieler
- 14. April: Alexander Tatarinow, russischer Eishockeyspieler
- 15. April: Damià Abella Pérez, spanischer Fußballspieler
- 16. April: Gina Carano, US-amerikanische Schauspielerin und Mixed-Martial-Arts-Kämpferin
- 18. April: Olaf Seegert, deutscher Handballspieler
- 19. April: Iwan Alypow, russischer Skilangläufer
- 19. April: Ljudmila Ananka, belarussische Biathletin
- 19. April: Filip Jícha, tschechischer Handballspieler und -trainer
- 19. April: Julian Lüttmann, deutscher Fußballspieler
- 19. April: Mette Sjøberg, dänische Handballspielerin
- 20. April: Dario Knežević, kroatischer Fußballspieler
- 20. April: Florian Thorwart, deutscher Fußballspieler
- 22. April: Michael Fuchs, deutscher Badmintonspieler
- 22. April: Wladimir Gorbunow, russischer Eishockeyspieler

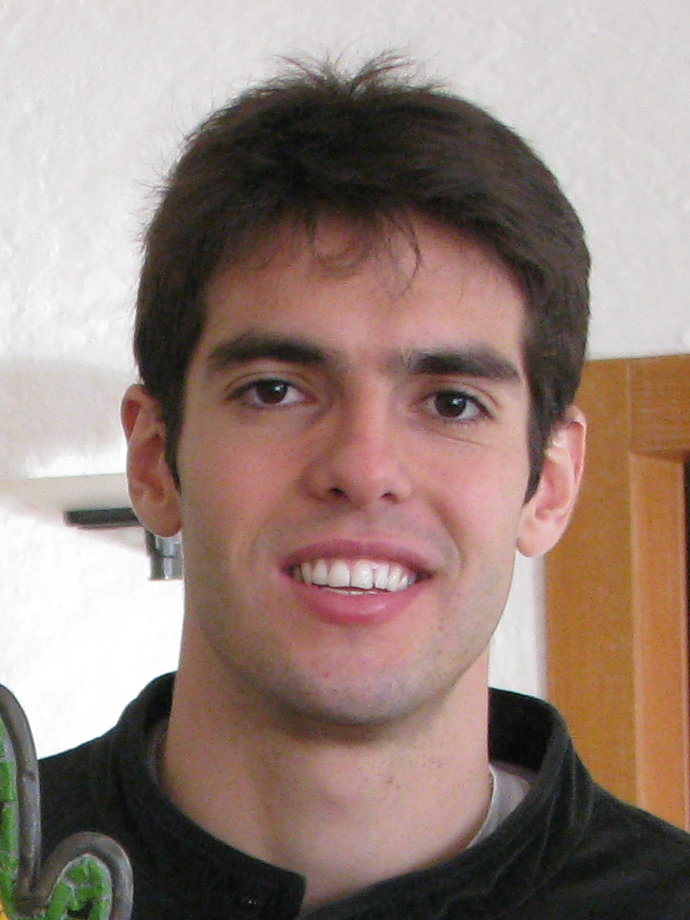
Kaká

- 22. April: Kaká, brasilianischer Fußballspieler
- 22. April: Christina Rohde, deutsche Handballspielerin
- 23. April: Louise Bager Due, dänische Handballspielerin
- 24. April: Irina Tschaschtschina, russische rhythmische Sportgymnastin
- 25. April: Jacqueline Lawrence, australische Kajakslalomfahrerin
- 26. April: Jonathan Figueroa, puerto-ricanischer Wrestler
- 29. April: Aaron Goulding, australischer Fußballspieler
- 29. April: Jekaterina Marennikowa, russische Handballspielerin und Olympiasiegerin 2016
- 30. April: Christian Bruder, deutscher Skispringer
- 30. April: Marcel Sieberg, deutscher Radrennfahrer

### Mai

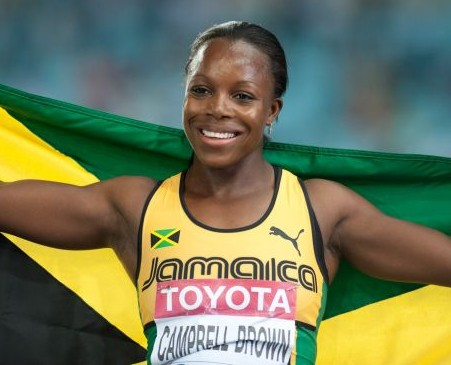
Veronica Campbell-Brown

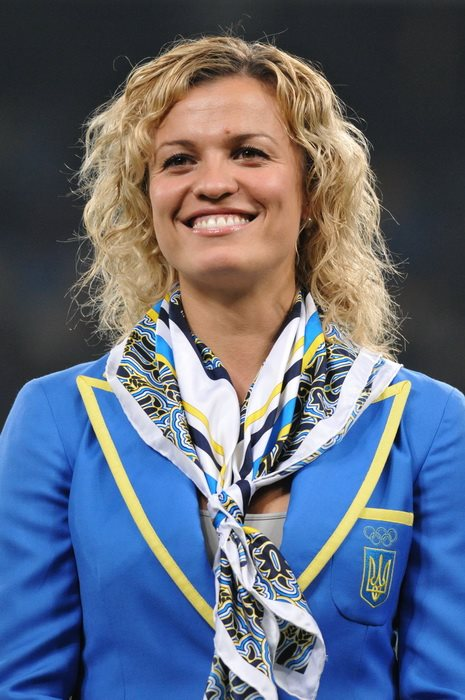
Natalija Dobrynska

- 01. Mai: Tommy Robredo, spanischer Tennisspieler
- 01. Mai: Dario Srna, kroatischer Fußballspieler
- 02. Mai: Blythe Hartley, kanadische Wasserspringerin
- 02. Mai: Lázaro Bruzón, kubanischer Schachspieler
- 03. Mai: Andrew Durante, australischer Fußballspieler
- 03. Mai: Sebastian Furchner, deutscher Eishockeyspieler
- 03. Mai: Benjamin Gille, französischer Handballspieler
- 03. Mai: Igor Olshansky, US-amerikanischer American-Football-Spieler
- 03. Mai: Tobias Rathgeb, deutscher Fußballspieler
- 03. Mai: Konstantin Schubert, deutscher Radrennfahrer
- 04. Mai: Markus Rogan, österreichischer Schwimmer
- 05. Mai: Paweł Abbott, polnischer Fußballspieler
- 05. Mai: Velibor Đurić, bosnisch-herzegowinischer Fußballspieler
- 05. Mai: Gunnar Jeannette, US-amerikanischer Automobilrennfahrer
- 05. Mai: Sándor Torghelle, ungarischer Fußballspieler
- 06. Mai: Jason Witten, US-amerikanischer American-Football-Spieler
- 08. Mai: David van Zanten, irischer Fußballspieler
- 09. Mai: Martin Andersson, schwedischer Fußballspieler
- 09. Mai: Lindsay Whalen, US-amerikanische Basketballspielerin
- 10. Mai: Marc Hennerici, deutscher Automobilrennfahrer
- 10. Mai: Eva-Maria Fitze, deutsche Eiskunstläuferin
- 10. Mai: Sabrina Richter, deutsche Handballspielerin
- 12. Mai: Marvin Anderson, jamaikanischer Sprinter
- 12. Mai: Tom Reichelt, deutscher Skilangläufer
- 13. Mai: Artjom Kostyrev, deutscher Eishockeyspieler
- 13. Mai: Stefan Pries, deutscher Handballspieler
- 13. Mai: Łukasz Wójt, deutsch-polnischer Triathlet
- 14. Mai: Anders Eggert, dänischer Handballspieler und -trainer
- 14. Mai: Ignacio María González, uruguayischer Fußballspieler
- 14. Mai: Ania Rösler, deutsche Handballspielerin
- 15. Mai: Veronica Campbell-Brown, jamaikanische Sprinterin und Olympiasiegerin
- 15. Mai: Dmitri Kowaljow, russischer Handballspieler
- 15. Mai: Anna Schewzowa, russische Skeletonpilotin
- 15. Mai: Matthias Struck, deutscher Handballspieler
- 16. Mai: Clément Turpin, französischer Fußballschiedsrichter
- 17. Mai: Tony Parker, französischer Basketballspieler
- 17. Mai: Michal Vondrka, tschechischer Eishockeyspieler
- 18. Mai: Hussein Adilo, äthiopischer Marathonläufer
- 19. Mai: Hiroki Yamada, japanischer Skispringer
- 20. Mai: Petr Čech, tschechischer Fußballspieler
- 20. Mai: Joachim Degasperi, italienischer Fußballspieler
- 22. Mai: Atika Bouagaa, deutsche Volleyballspielerin
- 22. Mai: Taras Chtei, russischer Volleyballspieler und Olympiasieger
- 23. Mai: Adil Shamasdin, kanadischer Tennisspieler
- 24. Mai: Issah Ahmed, ghanaischer Fußballspieler
- 24. Mai: Lusapho April, südafrikanischer Marathonläufer
- 24. Mai: Roberto Colautti, israelischer Fußballspieler
- 24. Mai: Xavier Gil, andorranischer Fußballspieler
- 24. Mai: Issah Ahmed, ghanaischer Fußballspieler
- 25. Mai: Victor Crivoi, rumänischer Tennisspieler
- 25. Mai: Roger Guerreiro, brasilianisch-polnischer Fußballspieler
- 25. Mai: Ezekiel Kemboi, kenianischer Leichtathlet und Olympiasieger
- 26. Mai: Nelson Ferreira, portugiesischer Fußballspieler
- 26. Mai: Maja Petrowa, russische Handballspielerin und Olympiasiegerin 2016
- 27. Mai: Mariano Pavone, argentinischer Fußballspieler
- 28. Mai: Marisa Brunner, Schweizer Fußballspielerin
- 28. Mai: Iwona Matkowska, polnische Ringerin
- 29. Mai: Hisham Mohd Ashour, ägyptischer Squashspieler
- 29. Mai: Natalija Dobrynska, ukrainische Siebenkämpferin und Olympiasiegerin
- 29. Mai: Karen Foo Kune, mauritische Badmintonspielerin
- 29. Mai: André Ghem, brasilianischer Tennisspieler
- 29. Mai: Bjarte Myrhol, norwegischer Handballspieler und -trainer
- 30. Mai: Stamatis Katsimis, griechischer Automobilrennfahrer
- 30. Mai: Sergei Konkow, russischer Eishockeyspieler
- 31. Mai: Maja Sokač, kroatische Handballspielerin

### Juni
- 01. Juni: Justine Henin, belgische Tennisspielerin
- 02. Juni: Nicolai Hansen, dänischer Handballspieler

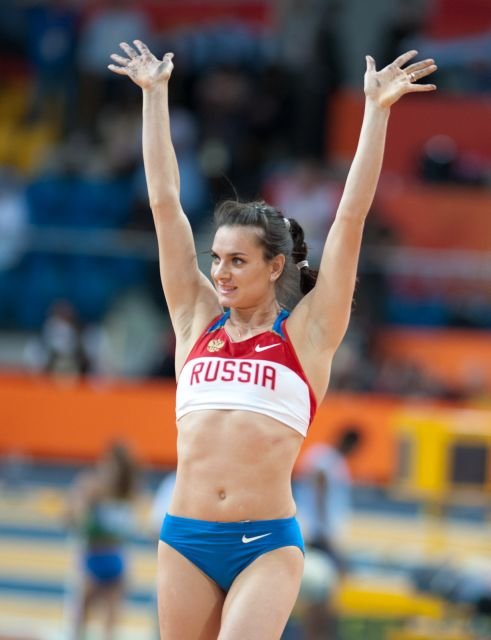
Jelena Issinbajewa

- 03. Juni: Jelena Issinbajewa, russische Stabhochspringerin und zweifache Olympiasiegerin im Stabhochsprung
- 03. Juni: Jonas Larholm, schwedischer Handballspieler
- 03. Juni: Manfred Mölgg, italienischer Skirennläufer
- 03. Juni: Horacio Peralta, uruguayischer Fußballspieler
- 04. Juni: Gaetano D’Agostino, italienischer Fußballspieler
- 05. Juni: Zvjezdan Misimović, bosnisch-herzegowinischer Fußballspieler
- 06. Juni: Marian Oprea, rumänischer Leichtathlet
- 07. Juni: Germán Lux, argentinischer Fußballspieler
- 08. Juni: Alessandro Della Valle, san-marinesischer Fußballspieler
- 08. Juni: Nadeschda Petrowa, russische Tennisspielerin
- 09. Juni: Haidar Abdul-Razzaq, irakischer Fußballspieler
- 09. Juni: Reneilwe Letsholonyane, südafrikanischer Fußballspieler
- 10. Juni: Tara Lipinski, US-amerikanische Eiskunstläuferin
- 11. Juni: Felix Schumann, deutscher Triathlet
- 11. Juni: Renate Urne, norwegische Handballspielerin
- 12. Juni: Alexander Dobroskok, russischer Wasserspringer
- 12. Juni: Loïc Duval, französischer Automobilrennfahrer
- 12. Juni: Andreas Wolf, deutscher Fußballspieler
- 13. Juni: Kenenisa Bekele, äthiopischer Langstreckenläufer
- 14. Juni: Antoni Lluís Adrover, spanischer Fußballspieler
- 14. Juni: Salim Arrache, algerischer Fußballspieler
- 14. Juni: Jamie Green, britischer Automobilrennfahrer
- 14. Juni: Juan Pablo Rodríguez, uruguayischer Fußballspieler

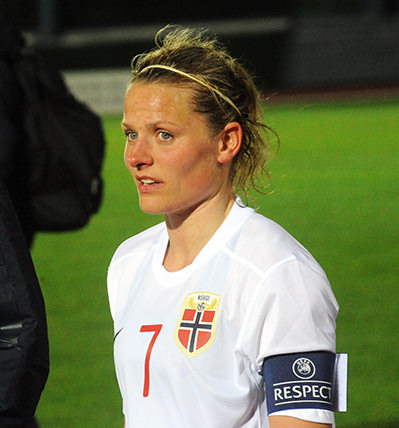
Trine Rønning

- 14. Juni: Trine Rønning, norwegische Fußballspielerin
- 14. Juni: Iridia Salazar, mexikanische Taekwondoin
- 15. Juni: Lander Aperribay, spanischer Radrennfahrer
- 16. Juni: Michael Robertson, australischer Freestyle-Skier
- 16. Juni: Rəşad Sadıqov, aserbaidschanischer Fußballspieler
- 18. Juni: Nadir Belhadj, algerisch-französischer Fußballspieler
- 18. Juni: Marco Borriello, italienischer Fußballspieler
- 19. Juni: Alexander Frolow, russischer Eishockeystürmer
- 19. Juni: Matthias Holst, deutscher Fußballspieler
- 19. Juni: Francisco Picasso, uruguayischer Schwimmer
- 19. Juni: Chris Vermeulen, australischer Motorradrennfahrer
- 20. Juni: Alexei Beresuzki, russischer Fußballspieler
- 20. Juni: Wassili Beresuzki, russischer Fußballspieler
- 22. Juni: Assol Sliwez, belarussische Freestyle-Skierin
- 23. Juni: Bart Aernouts, belgischer Cyclocrossfahrer
- 23. Juni: Jaivon Harris, US-amerikanischer Basketballspieler und -trainer
- 24. Juni: Sylvain Guintoli, französischer Motorradrennfahrer
- 25. Juni: Lizandro Ajcú, guatemaltekischer Radrennfahrer
- 25. Juni: Kissya da Costa, brasilianische Ruderin
- 25. Juni: Mandy Haase, deutsche Hockeyspielerin und Olympiasiegerin
- 25. Juni: Michail Juschny, russischer Tennisspieler
- 26. Juni: Ursula Holl, deutsche Fußballspielerin
- 26. Juni: Ryō Orime, japanischer Automobilrennfahrer
- 26. Juni: Jeffrey Schiffner, US-amerikanischer Basketballspieler
- 26. Juni: Štefan Svitko, slowakischer Motorradrennfahrer
- 29. Juni: Admir Vladavić, bosnisch-herzegowinischer Fußballspieler
- 30. Juni: Janine Pietsch, deutsche Schwimmerin
- 30. Juni: Otis Harris, US-amerikanischer Leichtathlet und Olympiateilnehmer
- 30. Juni: Anna-Marie Keighley, neuseeländische Fußballschiedsrichterin

### Juli
- 01. Juli: Bassim Abbas, irakischer Fußballspieler
- 01. Juli: Joachim Johansson, schwedischer Tennisspieler
- 02. Juli: Verena Hagedorn, deutsche Fußballspielerin
- 04. Juli: Wladimir Gussew, russischer Radrennfahrer
- 04. Juli: Roman Morgunow, russisch-bulgarischer Eishockeyspieler
- 04. Juli: Jelena Schalamowa, russische rhythmische Sportgymnastin und Olympiasiegerin
- 05. Juli: Philippe Gilbert, belgischer Radrennfahrer
- 05. Juli: Alberto Gilardino, italienischer Fußballspieler
- 05. Juli: Ata Yamrali, afghanischer Fußballspieler
- 06. Juli: Christian Ehrhoff, deutscher Eishockeyspieler
- 08. Juli: Mouna Chebbah, tunesische Handballspielerin
- 09. Juli: Kozue Andō, japanische Fußballspielerin
- 09. Juli: Alecko Eskandarian, US-amerikanischer Fußballspieler
- 09. Juli: Sakon Yamamoto, japanischer Automobilrennfahrer
- 10. Juli: Sebastian Mila, polnischer Fußballspieler
- 10. Juli: Kathryn Mitchell, australische Leichtathletin
- 11. Juli: Adrian Madaschi, australischer Fußballspieler
- 11. Juli: Alexander Madlung, deutscher Fußballspieler
- 12. Juli: A. Sharath Kamal, indischer Tischtennisspieler
- 12. Juli: Antonio Cassano, italienischer Fußballspieler
- 12. Juli: Rasmus Gersch, deutscher Handballspieler
- 13. Juli: Ion Ansotegi, spanischer Fußballspieler
- 13. Juli: Vuk Sotirović, serbischer Fußballspieler
- 14. Juli: Paulo Menezes, brasilianischer Fußballspieler
- 15. Juli: Sinan Sofuoğlu, türkischer Motorradrennfahrer († 2008)
- 16. Juli: André Greipel, deutscher Radrennfahrer
- 17. Juli: René Herms, deutscher Mittelstreckenläufer († 2009)
- 17. Juli: Jelena Owtschinnikowa, russische Synchronschwimmerin und Olympiasiegerin
- 19. Juli: Jess Vanstrattan, australischer Fußballtorwart
- 20. Juli: Lars Erik Bjørnsen, norwegischer Handballspieler
- 20. Juli: Andreas Kunz, deutscher Handballspieler
- 20. Juli: Matthias Schoder, Schweizer Eishockeytorhüter
- 21. Juli: Kristian Nushi, albanischer Fußballspieler aus dem Kosovo
- 22. Juli: Anton Kalinitschenko, russischer Skispringer
- 24. Juli: Adrian Wehner, deutscher Handballspieler
- 26. Juli: Eva Moser, österreichische Schachspielerin († 2019)
- 27. Juli: Tatjana Antoschina, russische Radrennfahrerin
- 27. Juli: Schanna Jurjewna Kaschtschejewa, russische Leichtathletin
- 28. Juli: Jean-François Kornetzky, französischer Fußballspieler
- 28. Juli: Carl Godager Kaas, norwegischer Orientierungsläufer
- 29. Juli: Pero Antić, mazedonischer Basketballspieler
- 29. Juli: Andy Reid, irischer Fußballspieler
- 30. Juli: Antolín Alcaraz, paraguayischer Fußballspieler
- 30. Juli: Adrian Pfahl, deutscher Handballspieler
- 31. Juli: Michael Jung, deutscher Reiter und Olympiasieger
- 31. Juli: Edmond Kapllani, albanischer Fußballspieler
- 31. Juli: DeMarcus Ware, US-amerikanischer American-Football-Spieler

### August
- 01. August: Anthony Aquino, italienisch-kanadischer Eishockeyspieler
- 02. August: Satoshi Nagano, japanischer Fußballspieler
- 02. August: Hélder Postiga, portugiesischer Fußballspieler
- 02. August: Ricardo Teixeira, portugiesisch-angolanischer Automobilrennfahrer
- 03. August: Wolodymyr Boschtschuk, ukrainischer Skispringer
- 04. August: Luca Antonini, italienischer Fußballspieler
- 04. August: Jendrik Meyer, deutscher Handballtorwart
- 04. August: Rubinho, brasilianischer Fußballspieler
- 05. August: Gino Coutinho, niederländischer Fußballtorhüter
- 05. August: Ryu Seung-min, südkoreanischer Tischtennisspieler
- 07. August: Jana Klotschkowa, ukrainische Schwimmerin
- 07. August: Marco Melandri, italienischer Motorradrennfahrer
- 08. August: Enrico Franzoi, italienischer Radrennfahrer
- 08. August: Wladimir Grigorjew, russischer Shorttrack-Läufer
- 08. August: Yūta Watase, japanischer Skispringer
- 09. August: Natsuko Abe, japanische Biathletin
- 09. August: Raja Amasheh, deutsche Boxerin
- 09. August: Joel Anthony, kanadischer Basketballspieler
- 09. August: Tyson Gay, US-amerikanischer Leichtathlet
- 09. August: Peter Mikkelsen, dänischer Badmintonspieler und -trainer
- 11. August: Naseem Khushi, omanischer Cricketspieler
- 12. August: Tadesse Abraham, eritreischer Langstreckenläufer
- 12. August: Najmeh Abtin, iranische Bogenschützin
- 12. August: Daniel McMillan, britischer Handballspieler
- 13. August: Hans Wüthrich, Schweizer Fußballspieler, -trainer und -schiedsrichter
- 15. August: Steve Zacchia, Schweizer Automobilrennfahrer
- 16. August: Stefan Maierhofer, österreichischer Fußballspieler

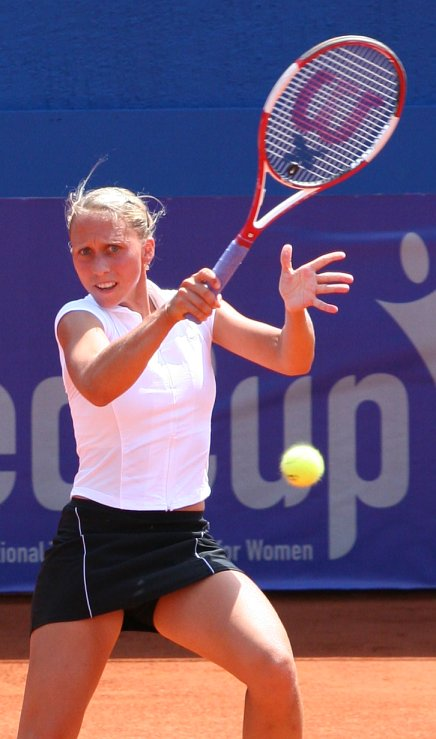
Julia Schruff

- 16. August: Julia Schruff, deutsche Tennisspielerin
- 16. August: Ljubow Wolossowa, russische Ringerin
- 17. August: Hakan Arıkan, türkischer Fußballspieler
- 18. August: Florian Kringe, deutscher Fußballspieler
- 18. August: Julian Sensley, US-amerikanisch-deutscher Basketballspieler
- 18. August: Matt Thompson, australischer Fußballspieler
- 19. August: Bryan Sellers, US-amerikanischer Automobilrennfahrer
- 20. August: Aytek Aşıkoğlu, türkischer Fußballspieler
- 20. August: Youssouf Hersi, niederländischer Fußballspieler
- 20. August: Joshua Kennedy, australischer Fußballspieler
- 21. August: Kim Andersson, schwedischer Handballspieler
- 21. August: Marc Pujol, andorranischer Fußballspieler

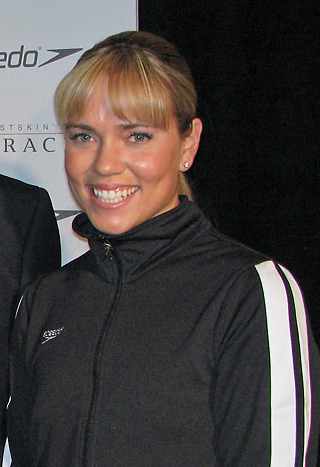
Natalie Coughlin

- 23. August: Natalie Coughlin, US-amerikanische Schwimmerin
- 23. August: Jan Siewert, deutscher Fußballspieler und -trainer
- 24. August: Anders Bardal, norwegischer Skispringer
- 24. August: Enrico Becker, deutscher Motorradrennfahrer († 2014)
- 24. August: Michail Kuklew, russischer Eishockeyspieler
- 25. August: Emanuel Centurión, argentinischer Fußballspieler
- 25. August: Primož Pikl, slowenischer Skispringer

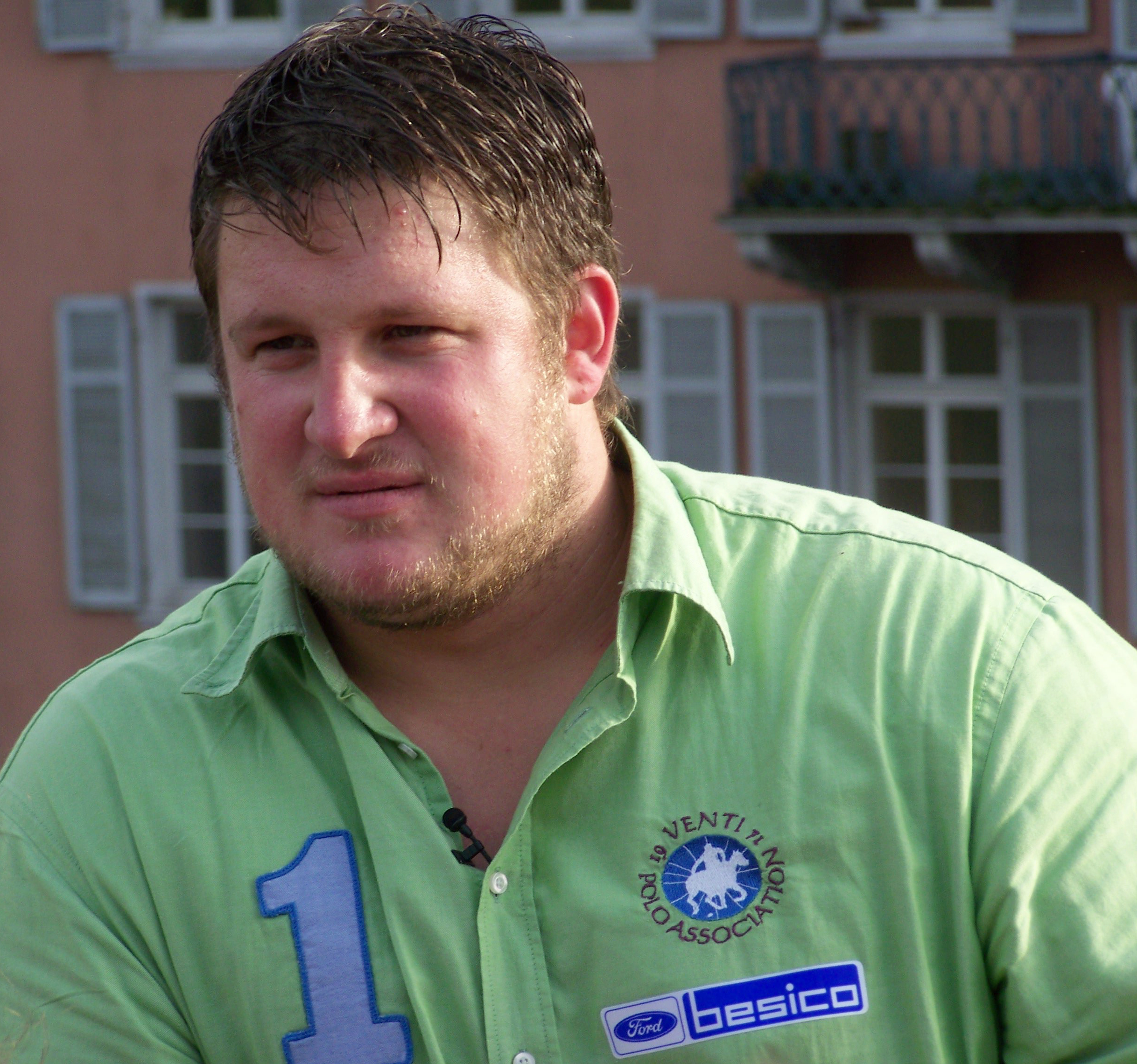
Matthias Steiner

- 25. August: Matthias Steiner, deutscher Gewichtheber österreichischer Herkunft
- 26. August: Nikolai Apalikow, russischer Volleyballspieler und Olympiasieger
- 26. August: Anna Schorina, russische Synchronschwimmerin und Olympiasiegerin
- 28. August: Manú, portugiesischer Fußballspieler
- 28. August: Thiago Motta, brasilianisch-italienischer Fußballspieler und -trainer
- 29. August: Talita Antunes da Rocha, brasilianische Beachvolleyballspielerin
- 30. August: Will Davison, australischer Automobilrennfahrer
- 30. August: Vukašin Poleksić, montenegrinischer Fußballtorhüter
- 30. August: Andy Roddick, US-amerikanischer Tennisspieler
- 31. August: Oscar Ahumada, argentinischer Fußballspieler
- 31. August: Ian Crocker, US-amerikanischer Schwimmer
- 31. August: Michele Rugolo, italienischer Automobilrennfahrer

### September
- 01. September: Ali bin Chalid Al Thani, katarischer Springreiter
- 01. September: Peter van Merksteijn jr., niederländischer Rallyefahrer
- 02. September: Johannes Bitter, deutscher Handballtorwart
- 02. September: Dennis Klockmann, deutscher Handballtorwart
- 03. September: Timo Achenbach, deutscher Fußballspieler
- 03. September: Anja Althaus, deutsche Handballspielerin
- 04. September: Marcin Bachleda, polnischer Skispringer
- 04. September: Dovydas Kulevičius, litauischer Eishockeyspieler und -trainer
- 04. September: Fabián Yantorno, uruguayischer Fußballspieler
- 06. September: Martin Amedick, deutscher Fußballspieler
- 06. September: Hans Petrat, deutscher Skispringer
- 07. September: Sascha Detlof, deutscher Handballspieler
- 07. September: Heike Fischer, deutsche Wasserspringerin
- 08. September: Jennifer Bongardt, deutsche Kanutin
- 09. September: Saskia Bartusiak, deutsche Fußballspielerin
- 10. September: Naldo, brasilianischer Fußballspieler
- 11. September: Satoru Abe, japanischer Biathlet
- 11. September: Elvan Abeylegesse, türkische Mittel- und Langstreckenläuferin
- 12. September: Matthias Müller, Schweizer Orientierungsläufer
- 13. September: Marina Aitowa, kasachische Hochspringerin
- 13. September: Nenê, brasilianischer Basketballspieler
- 14. September: Mario Hoppe, deutscher Handballspieler
- 14. September: Petr Průcha, tschechischer Eishockeyspieler
- 15. September: Hannes Ambelang, deutscher Volleyball- und Beachvolleyballspieler
- 16. September: Barbara Engleder, deutsche Sportschützin
- 16. September: Linus Gerdemann, deutscher Radrennfahrer
- 16. September: Fiete Sykora, deutscher Fußballspieler
- 17. September: Nikolas Katsigiannis, deutscher Handballtorwart
- 19. September: İlhan Özbay, türkischer Fußballspieler und -trainer
- 19. September: Jelena Samolodtschikowa, russische Kunstturnerin und zweifache Olympiasiegerin
- 19. September: Amir Shapourzadeh, iranischer Fußballspieler
- 21. September: Felisberto Sebastião da Graca Amaral, angolanischer Fußballspieler
- 21. September: Marat Ismailow, russischer Fußballspieler tatarischer Herkunft
- 21. September: Jon McKain, australischer Fußballspieler
- 22. September: Kōsuke Kitajima, japanischer Schwimmer
- 22. September: Maarten Stekelenburg, niederländischer Fußballtorhüter
- 23. September: Gill Swerts, belgischer Fußballspieler
- 24. September: Cristian Daniel Ledesma, argentinischer Fußballspieler
- 24. September: Christian Núñez, uruguayischer Fußballspieler
- 25. September: Sergio Leal, uruguayischer Fußballspieler
- 26. September: Triin Peips, estnische Biathletin und Skilangläuferin
- 26. September: Miguel Portillo, argentinischer Fußballspieler
- 26. September: Daniela Reimer, deutsche Ruderin
- 27. September: Fabián Estoyanoff, uruguayischer Fußballspieler
- 27. September: Darrent Williams, US-amerikanischer Footballspieler († 2007)
- 28. September: Takeshi Aoki, japanischer Fußballspieler
- 28. September: Alexander Anjukow, russischer Fußballspieler
- 28. September: César Andrés Carignano, argentinischer Fußballspieler
- 28. September: Ray Emery, kanadischer Eishockeytorwart († 2018)
- 29. September: Giancarlo Adami, italienischer Skispringer

### Oktober
- 01. Oktober: Wilma Arizapana, peruanische Langstreckenläuferin
- 01. Oktober: Louise Svalastog Spellerberg, dänische Handballspielerin
- 01. Oktober: Marcus Stolzenberg, deutscher Fußballspieler
- 02. Oktober: Tyson Chandler, US-amerikanischer Basketballspieler
- 02. Oktober: Stephen Pearson, schottischer Fußballspieler
- 02. Oktober: Narong Wongthongkam, thailändischer Fußballspieler
- 03. Oktober: Christian Rohde, deutscher Eishockeytorhüter
- 03. Oktober: Graeme Smith, schottischer Fußballtorwart
- 04. Oktober: Cecilia Andersson, schwedische Eishockeytorhüterin
- 04. Oktober: Martin Prokop, tschechischer Rallyefahrer
- 05. Oktober: Henry Fa’arodo, salomonischer Fußballspieler
- 05. Oktober: Florian Kohfeldt, deutscher Fußballtrainer
- 05. Oktober: Victor Moreira, andorranischer Fußballspieler
- 06. Oktober: Lewon Aronjan, armenischer Schachspieler
- 06. Oktober: Stuart Attwell, englischer Fußballschiedsrichter
- 06. Oktober: Michael Frater, jamaikanischer Leichtathlet
- 06. Oktober: Hideki Mutō, japanischer Automobilrennfahrer
- 07. Oktober: Madjid Bougherra, algerischer Fußballspieler
- 07. Oktober: Yūsuke Gondō, japanischer Fußballspieler
- 07. Oktober: Kasper Jensen, dänischer Fußballspieler
- 09. Oktober: Alan Gow, schottischer Fußballspieler
- 09. Oktober: Modeste M’Bami, kamerunischer Fußballspieler († 2023)
- 09. Oktober: Antonio Manuel Viana Mendonça, angolanischer Fußballspieler
- 10. Oktober: David Cal, spanischer Kanute und Weltmeister
- 10. Oktober: Logi Geirsson, isländischer Handballspieler
- 11. Oktober: Guillermo Imhoff, argentinischer Fußballspieler
- 11. Oktober: Mauricio Victorino, uruguayischer Fußballspieler
- 12. Oktober: Alexander Arekejew, russischer Radrennfahrer
- 13. Oktober: Thal Abergel, französischer Schachmeister
- 13. Oktober: Bilal Akgül, türkischer Mountainbike- und Straßenradrennfahrer
- 13. Oktober: Ian Thorpe, australischer Schwimmer
- 14. Oktober: Florian Hossner, deutscher Handballspieler
- 15. Oktober: Saif Saaeed Shaheen, kenianischer Leichtathlet
- 16. Oktober: Ildar Fatkullin, russischer Skispringer
- 16. Oktober: Jeremias Rose, deutscher Handballspieler
- 19. Oktober: Pekka Lagerblom, finnischer Fußballspieler
- 19. Oktober: Lebenya Nkoka, lesothischer Leichtathlet
- 20. Oktober: José Acasuso, argentinischer Tennisspieler
- 20. Oktober: Aki Akao, japanische Badmintonspielerin
- 21. Oktober: Qairat Äschirbekow, kasachischer Fußballspieler
- 21. Oktober: Jeremiah Rutherford, nauruischer Gewichtheber
- 23. Oktober: Dulce Félix, portugiesische Leichtathletin
- 24. Oktober: Ricardo André, portugiesischer Fußballspieler
- 24. Oktober: Fairuz Fauzy, malaysischer Automobilrennfahrer
- 26. Oktober: Nicola Adams, englische Boxerin
- 26. Oktober: Adam Carroll, britischer Automobilrennfahrer
- 26. Oktober: Kōsuke Ōta japanischer Fußballspieler
- 26. Oktober: Michael Kosgey Rotich, kenianischer Leichtathlet
- 28. Oktober: Jeremy Bonderman, US-amerikanischer Baseballspieler
- 30. Oktober: Dmitri Abramowitsch, russischer Bobpilot

### November
- 02. November: William Beier, deutscher Eiskunstläufer
- 02. November: Borko Ristovski, mazedonischer Handballtorwart
- 02. November: Patrick Schwienbacher, italienischer Rennrodler
- 03. November: Boris Pašanski, serbischer Tennisspieler

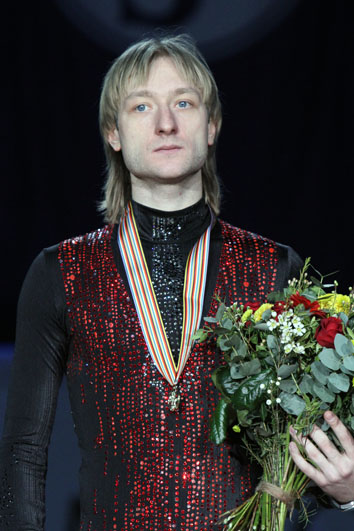
Jewgeni Pljuschtschenko

- 03. November: Jewgeni Pljuschtschenko, russischer Eiskunstläufer und Olympiasieger
- 03. November: Alexander Switow, russischer Eishockeyspieler
- 04. November: Bastiaan Giling, niederländischer Radrennfahrer
- 04. November: Devin Hester, US-amerikanischer American-Football-Spieler
- 04. November: Kamila Skolimowska, polnische Leichtathletin († 2009)
- 05. November: Yusuf-Muri Adewunmi, deutscher Fußballspieler
- 05. November: Nina Prinz, deutsche Motorradrennfahrerin
- 06. November: Javier Méndez, uruguayischer Fußballspieler
- 08. November: Ted DiBiase junior, US-amerikanischer Wrestler
- 08. November: Mika Kallio, finnischer Motorradrennfahrer
- 09. November: Carlos Poch Gradin, spanischer Tennisspieler
- 09. November: Marcus Storey, US-amerikanischer Fußballspieler
- 09. November: Petra Wimbersky, deutsche Fußballspielerin
- 11. November: Simon Altvater, deutscher Kunstradfahrer

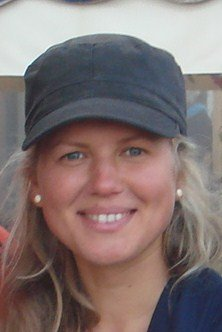
Gintarė Scheidt

- 12. November: Gintarė Scheidt, litauische Seglerin
- 12. November: Maxim Tschudow, russischer Biathlet, mehrfacher Weltmeister
- 13. November: Daniela Klemenschits, österreichische Tennisspielerin († 2008)
- 14. November: Gradimir Crnogorac, bosnisch-herzegowinischer Fußballspieler
- 14. November: Martin Eisl, österreichischer Fußballtormann
- 14. November: Kim Jaggy, Schweizer Fußballspieler
- 14. November: Iain Russell, schottischer Fußballspieler
- 14. November: Moreno Soeprapto, indonesischer Automobilrennfahrer
- 16. November: Nicole Bender-Rummler, deutsche Fußballspielerin und -funktionärin
- 16. November: Amar'e Stoudemire, US-amerikanischer Basketballspieler
- 17. November: Mimoun Azaouagh, deutsch-marokkanischer Fußballspieler
- 22. November: Yakubu Aiyegbeni, nigerianischer Fußballspieler
- 22. November: Pär Arlbrandt, schwedischer Eishockeyspieler
- 23. November: Colby Armstrong, kanadischer Eishockeyspieler
- 23. November: Víctor Hugo López, spanischer Handballspieler
- 23. November: Asafa Powell, jamaikanischer Leichtathlet
- 24. November: Ryan Fitzpatrick, US-amerikanischer American-Football-Spieler
- 24. November: Nina Jewtejewa, russische Shorttrackerin
- 25. November: Michael Spatz, deutscher Handballspieler
- 26. November: Said Daftari, afghanischer Fußballspieler
- 26. November: Juliane Schenk, deutsche Badmintonspielerin
- 27. November: Alexander Kerschakow, russischer Fußballspieler
- 29. November: John Mensah, ghanaischer Fußballspieler
- 29. November: Rusty Mitchell, US-amerikanischer Automobilrennfahrer
- 30. November: Marie-Soleil Beaudoin, kanadische Fußballschiedsrichterin
- 30. November: Aitor Canca Fernández, spanischer Volleyballspieler
- 30. November: Irina Sakurdjajewa, russische Schachspielerin

### Dezember
- 01. Dezember: Laurens Jan Anjema, niederländischer Squashspieler
- 01. Dezember: Karmen Kočar, slowenische Volleyballspielerin
- 02. Dezember: Leif Anton, deutscher Handballspieler
- 03. Dezember: Michael Essien, ghanaischer Fußballspieler
- 03. Dezember: Choi Seou, südkoreanischer Skispringer
- 04. Dezember: Waldo Ponce, chilenischer Fußballspieler
- 04. Dezember: Ho-Pin Tung, chinesischer Automobilrennfahrer
- 06. Dezember: Alberto Contador, spanischer Radrennfahrer
- 06. Dezember: Peter Pucelj, slowenischer Handballspieler
- 06. Dezember: Susie Wolff, britische Automobilrennfahrerin
- 07. Dezember: Hans Bloks, niederländischer Radrennfahrer
- 08. Dezember: Julen Aguinagalde Aquizu, spanischer Handballspieler
- 08. Dezember: Halil Altıntop, türkischer Fußballspieler
- 08. Dezember: Hamit Altıntop, türkischer Fußballspieler
- 08. Dezember: Christian Beisel, deutscher Fußballspieler
- 08. Dezember: DeeDee Trotter, US-amerikanische Leichtathletin und Olympiasiegerin
- 10. Dezember: Aïmen Demai, französischer Fußballspieler tunesisch-algerischer Abstammung
- 12. Dezember: Heidi Løke, norwegische Handballspielerin
- 12. Dezember: Dmitrij Tursunow, russischer Tennisspieler
- 13. Dezember: Tuka Rocha, brasilianischer Automobilrennfahrer
- 14. Dezember: Janine Hanson, kanadische Ruderin
- 14. Dezember: Jamal Martin, deutscher Basketballspieler
- 15. Dezember: Matías Delgado, argentinischer Fußballspieler
- 15. Dezember: Christina Nimand Hansen, dänische Handballspielerin
- 16. Dezember: Stanislav Šesták, slowakischer Fußballspieler
- 17. Dezember: Davud Yaqubi, afghanischer Fußballspieler
- 18. Dezember: Williams Martínez, uruguayischer Fußballspieler
- 19. Dezember: Tamilla Abassowa, russische Bahnradsportlerin
- 19. Dezember: Tero Pitkämäki, finnischer Speerwerfer
- 20. Dezember: David Wright, US-amerikanischer Baseballspieler

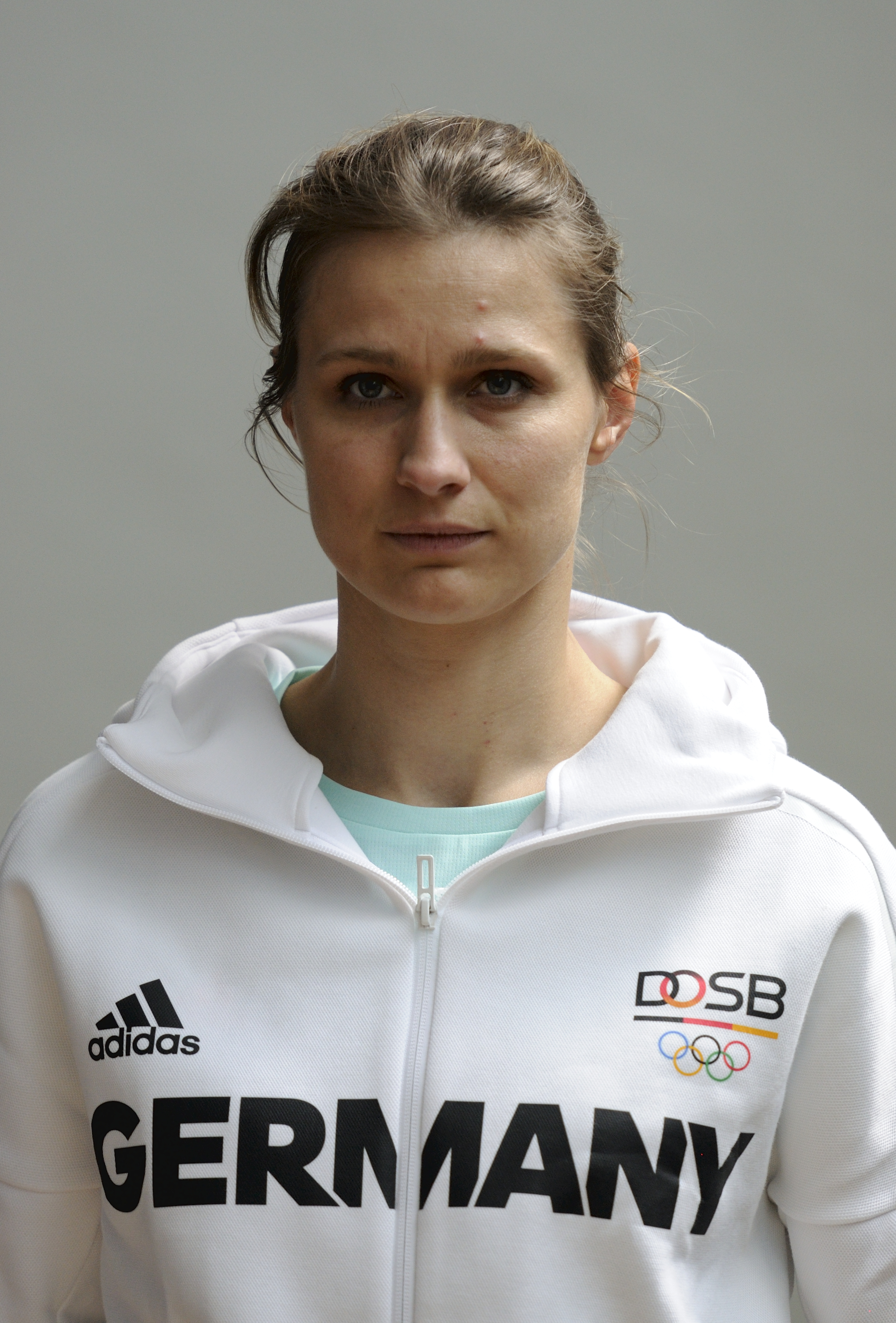
Britta Heidemann

- 22. Dezember: Britta Heidemann, deutsche Degenfechterin
- 23. Dezember: Maki Arai, japanische Tennisspielerin
- 23. Dezember: Nikolai Pankratow, russischer Skilangläufer
- 24. Dezember: Carlalberto Ludi, italienischer Fußballspieler
- 24. Dezember: Joy Onaolapo, nigerianische Gewichtheberin († 2013)
- 26. Dezember: Bas Sibum, niederländischer Fußballspieler
- 26. Dezember: Aksel Lund Svindal, norwegischer Skirennläufer
- 28. Dezember: Karen Zapata, peruanische Schachspielerin
- 29. Dezember: Florian Guillou, französischer Radrennfahrer
- 29. Dezember: Norbert Siedler, österreichischer Automobilrennfahrer

## Gestorben

### Januar
- 03. Januar: Freddie de Clifford, britischer Automobilrennfahrer und Peer (* 1907)
- 03. Januar: Fritz Laband, deutscher Fußballspieler (* 1925)
- 04. Januar: Konrad Granström, schwedischer Turner (* 1900)
- 05. Januar: Albert Hulsebosch, US-amerikanischer Leichtathlet (* 1897)
- 10. Januar: Håkan Malmrot, schwedischer Schwimmer (* 1900)
- 14. Januar: Walfried Winkler, deutscher Motorradrennfahrer (* 1904)
- 17. Januar: Johannes Pedersen, dänischer Turner (* 1892)
- 17. Januar: Herbert Richardson, kanadischer Ruderer (* 1903)
- 22. Januar: Alfons Dorfner, österreichischer Kanute (* 1911)
- 24. Januar: Clarence Horning, US-amerikanischer American-Football-Spieler (* 1892)
- 24. Januar: Heinrich Zurbriggen, Schweizer Skisportler (* 1918)
- 25. Januar: Pierre Canivet, französischer Curlingspieler (* 1890)
- 27. Januar: Per Holmström, schwedischer Schwimmer (* 1901)
- 27. Januar: Daniel Sundén-Cullberg, schwedischer Segler (* 1907)
- 28. Januar: Hans Sprung, deutscher Motorradrennfahrer (* 1900)
- 30. Januar: Viggo Dibbern, dänischer Turner (* 1900)

### Februar
- 01. Februar: Eilert Bøhm, norwegischer Turner (* 1900)
- 01. Februar: Ernests Mālers, lettischer Radrennfahrer (* 1903)
- 05. Februar: Arthur Geiss, deutscher Motorradrennfahrer (* 1903)
- 05. Februar: Antero Ojala, finnischer Eisschnellläufer und Radrennfahrer (* 1916)
- 08. Februar: Lauri Virtanen, finnischer Leichtathlet (* 1904)
- 10. Februar: Henrik Nordström, schwedischer Langstreckenläufer (* 1891)
- 10. Februar: Paul Samson, US-amerikanischer Schwimmer und Wasserballspieler (* 1905)
- 11. Februar: Andreas Knudsen, norwegischer Segler und Ruderer (* 1887)
- 12. Februar: Dale Alderson, US-amerikanischer Baseballspieler (* 1918)
- 13. Februar: Frank Séchehaye, Schweizer Fußballtorhüter und Automobilrennfahrer (* 1907)
- 13. Februar: Paul Wahl, deutscher Gewichtheber (* 1906)
- 14. Februar: Rudolf Wöber, österreichischer Leichtathlet (* 1911)
- 23. Februar: Leonid Spirin, sowjetisch-russischer Geher und Olympiasieger (* 1932)
- 25. Februar: Walter Kaiser, deutscher Fußballspieler (* 1907)
- 27. Februar: Guy Weisweiller, französischer Automobilrennfahrer (* 1909)

### März
- 03. März: Sepp Bradl, österreichischer Skispringer (* 1918)
- 07. März: Johann Wotapek, österreichischer Leichtathlet (* 1908)
- 10. März: Erik Larsson, schwedischer Skilangläufer (* 1912)
- 15. März: Valther Jensen, dänischer Kugelstoßer und Hammerwerfer (* 1888)
- 16. März: Walter Rangeley, britischer Leichtathlet (* 1903)
- 17. März: Elis Wiklund, schwedischer Skilangläufer (* 1909)
- 18. März: Émile Chenard, französischer Automobilrennfahrer (* 1891)
- 18. März: Rolf Steffenburg, schwedischer Segler (* 1886)
- 19. März: Sigi Engl, österreichisch-US-amerikanischer Skirennläufer (* 1911)
- 21. März: Raymond Talleux, französischer Ruderer (* 1901)
- 22. März: René Carrière, französischer Automobilrennfahrer (* 1911)
- 22. März: Bob Foster, britischer Motorradrennfahrer (* 1911)
- 22. März: Buddy Parker, US-amerikanischer American-Football-Spieler und -Trainer (* 1913)
- 31. März: Tonny van Lierop, niederländischer Hockeyspieler (* 1910)

### April
- 02. April: Hannes de Boer, niederländischer Leichtathlet (* 1899)
- 04. April: Arvo Närvänen, finnischer Fußball- und Bandyspieler (* 1905)
- 06. April: Göran Unger, schwedischer Leichtathlet (* 1899)
- 07. April: Harald Ertl, österreichisch-deutscher Formel-1-Rennfahrer (* 1948)
- 08. April: Katherine Rawls, US-amerikanische Schwimmerin und Wasserspringerin (* 1917)
- 10. April: Cornelis van Staveren, niederländischer Segler (* 1889)
- 12. April: Sigurður Sigurðsson, isländischer Leichtathlet (* 1914)
- 16. April: Rudi Knees, deutscher Motorradrennfahrer (* 1907)
- 19. April: Erwin Casmir, deutscher Fechter (* 1895)
- 20. April: Edgar Norris, kanadischer Ruderer (* 1902)
- 24. April: Ville Ritola, finnischer Leichtathlet und Olympiasieger (* 1896)
- 28. April: Joseph Moore, US-amerikanischer Eisschnellläufer (* 1901)
- 29. April: Cavit Cav, türkischer Radrennfahrer (* 1905)
- 000April: Albert Künzler, Schweizer Eishockeyspieler (* 1911)

### Mai
- 01. Mai: Gyula Kertész, ungarischer Fußballspieler und -trainer (* 1888)
- 02. Mai: William Sefton, US-amerikanischer Leichtathlet (* 1915)
- 03. Mai: Antoine Dubreil, französischer Autorennfahrer (* 1897)
- 08. Mai: Gilles Villeneuve, kanadischer Automobilrennfahrer (* 1950)
- 11. Mai: Åke Gustav Andersson, schwedischer Eishockeyspieler (* 1918)
- 11. Mai: Tibor Fazekas, ungarischer Wasserballspieler (* 1892)
- 13. Mai: Věra Suková, tschechoslowakische Tennisspielerin (* 1931)
- 14. Mai: Theodor Thomsen, deutscher Regattasegler (* 1904)
- 19. Mai: Zoltán Opata, ungarischer Fußballspieler und -trainer (* 1900)
- 21. Mai: Marco Cimatti, italienischer Radrennfahrer (* 1912)
- 22. Mai: Hans Mock, deutscher und österreichischer Fußballspieler (* 1906)
- 28. Mai: Enrico Colli, italienischer Skilangläufer (* 1896)
- 28. Mai: Alexander Hurd, kanadischer Eisschnellläufer (* 1910)
- 29. Mai: Henri Dulieux, französischer Fechter (* 1897)

### Juni
- 02. Juni: Willie Smith, englischer Snooker- und English-Billiards-Spieler (* 1886)
- 04. Juni: Hermanni Pihlajamäki, finnischer Ringer (* 1903)
- 04. Juni: Günther Steines, deutscher Leichtathlet (* 1928)
- 07. Juni: Gustave Heiss, US-amerikanischer Fechter (* 1904)
- 12. Juni: Francis Shaughnessy, US-amerikanischer Eishockeyspieler und -funktionär (* 1911)
- 13. Juni: Ricardo Paletti, Automobilrennfahrer aus San Marino (* 1958)
- 16. Juni: Václav Mottl, tschechoslowakischer Kanute (* 1914)
- 20. Juni: René Gabriëls, belgischer Karambolageweltmeister und Billardtischhersteller (* 1912)
- 22. Juni: Charles Chandler, US-amerikanischer Ruderer (* 1911)
- 23. Juni: Marie Braun, niederländische Schwimmerin (* 1911)
- 24. Juni: Jakob Streitle, deutscher Fußballspieler (* 1916)
- 24. Juni: Paul Benthien, deutscher Tischtennisspieler (* 1914)
- 25. Juni: Daisy Curwen, britische Schwimmerin (* 1889)
- 25. Juni: Ed Hamm, US-amerikanischer Leichtathlet (* 1906)
- 26. Juni: Charles Courant, Schweizer Ringer und Schwinger sowie Sportfunktionär (* 1896)
- 29. Juni: Taguchi Masaharu, japanischer Schwimmer (* 1916)

### Juli
- 02. Juli: Jean Hémard, französischer Automobilrennfahrer (* 1914)
- 03. Juli: Willy Kreitz, belgischer Eishockeyspieler (* 1903)
- 05. Juli: Henri Pleger, luxemburgischer Hoch- und Weitspringer (* 1898)
- 08. Juli: Gunnar Eriksson, schwedischer Skilangläufer (* 1921)
- 08. Juli: Albert White, US-amerikanischer Basketballspieler und Wasserspringer (* 1895)
- 10. Juli: Karl Hein, deutscher Leichtathlet (* 1908)
- 21. Juli: František Černík, tschechoslowakischer Wasserballspieler und -trainer (* 1900)
- 22. Juli: Lloyd Waner, US-amerikanischer Baseballspieler (* 1906)
- 23. Juli: Erik Wilén, finnischer Leichtathlet (* 1898)
- 27. Juli: Hilda James, britische Schwimmerin (* 1904)
- 27. Juli: John Powell, britischer Leichtathlet (* 1910)
- 27. Juli: Wladimir Smirnow, sowjetischer Fechter und Olympiasieger (* 1954)
- 27. Juli: Suzanne Wurtz, französische Schwimmerin (* 1900)

### August
- 01. August: Gunnar Bärlund, finnischer Boxer (* 1911)
- 04. August: Károly Nemes-Nótás, ungarischer Radrennfahrer (* 1911)
- 08. August: Eric Brandon, britischer Automobilrennfahrer (* 1920)
- 13. August: Heini Meng, Schweizer Eishockeyspieler (* 1902)
- 13. August: Werner Storz, deutscher Leichtathlet (* 1904)
- 15. August: Jock Taylor, britischer Motorradrennfahrer (* 1954)
- 17. August: Charles E. Ackerly, US-amerikanischer Ringer (* 1898)
- 17. August: Bruno Nöckler, italienischer Skirennläufer (* 1956)
- 17. August: Ilario Pegorari, italienischer Skirennläufer (* 1949)
- 17. August: Stanisław Wilczyński, polnischer Skilangläufer (* 1900)
- 19. August: John Cookman, US-amerikanischer Eishockeyspieler (* 1909)
- 20. August: August Neo, estnischer Ringer (* 1908)
- 20. August: Peter Jaffe, britischer Segler (* 1913)
- 20. August: Clyde King, US-amerikanischer Ruderer (* 1898)
- 22. August: Anton Gottstein, tschechoslowakischer Skilangläufer (* 1893)
- 31. August: Walter Pritchard, US-amerikanischer Leichtathlet (* 1910)
- 000August: Antoine Julen, Schweizer Skilangläufer (* 1898)

### September
- 01. September: Pieter Wijdekop, niederländischer Kanute (* 1912)
- 02. September: Marvin Stalder, US-amerikanischer Ruderer (* 1905)
- 04. September: Guy Dugdale, britischer Bobfahrer (* 1905)
- 09. September: Antonín Bartoň, tschechoslowakischer Skisportler (* 1908)
- 20. September: Alois Schnabel, österreichischer Feldhandballspieler (* 1910)
- 21. September: Franz Esser, deutscher Fußballspieler (* 1900)
- 26. September: Josef Maleček, tschechoslowakischer Tennis-, Feldhockey- und Eishockeyspieler (* 1903)
- 30. September: Horace Disston, US-amerikanischer Hockeyspieler (* 1906)
- 30. September: Bill George, US-amerikanischer American-Football-Spieler (* 1929)

### Oktober
- 02. Oktober: Lauri Valonen, finnischer Skisportler (* 1909)
- 03. Oktober: Roger Claessen, belgischer Fußballspieler (* 1941)
- 08. Oktober: Philip Noel-Baker, britischer Leichtathlet (* 1889)
- 09. Oktober: Amos Deacon, US-amerikanischer Hockeyspieler (* 1904)
- 10. Oktober: Nelson Gray, US-amerikanischer Leichtathlet (* 1911)
- 10. Oktober: Esme Simiriotou, griechische Tennisspielerin (* 1884)
- 12. Oktober: Sven Johansson, schwedischer Radrennfahrer (* 1914)
- 14. Oktober: Otto von Porat, norwegischer Boxer (* 1903)
- 16. Oktober: Heinrich Thoma, Schweizer Ruderer (* 1900)
- 20. Oktober: Josef Jungmann, tschechoslowakischer Fechter (* 1888)
- 22. Oktober: Leo Losert, österreichischer Ruderer und Rudertrainer (* 1902)
- 22. Oktober: Robert Spies, deutscher Tennisspieler (* 1891)
- 25. Oktober: Arvid Wallman, schwedischer Wasserspringer (* 1901)
- 28. Oktober: Phyllis Covell, britische Tennisspielerin (* 1895)
- 29. Oktober: Josias Hartmann, Schweizer Sportschütze (* 1893)
- 29. Oktober: Richard Wahl, deutscher Fechter (* 1906)
- 30. Oktober: Raúl Toro, chilenischer Fußballspieler (* 1911)

### November
- 01. November: Michel Aunaud, französischer Automobilrennfahrer (* 1911)
- 01. November: Hans Drakenberg, schwedischer Fechter (* 1901)
- 04. November: Germaine Rouault, französische Automobilrennfahrerin (* 1905)
- 05. November: Santiago Amat, spanischer Segler (* 1887)
- 07. November: Augusto Gerosa, italienischer Eishockeytorhüter (* 1909)
- 10. November: Roy Coffin, US-amerikanischer Hockeyspieler (* 1898)
- 10. November: Iwasaki Saburō, japanischer Skilangläufer und Skisportfunktionär (* 1904)
- 11. November: Gerard Wodarz, polnischer Fußballspieler und -trainer (* 1913)
- 12. November: Dorothy Round, englische Tennisspielerin (* 1908)
- 15. November: Allen Woodring, US-amerikanischer Leichtathlet (* 1898)
- 19. November: Co Bergman, niederländischer Fußballspieler (* 1913)
- 22. November: Arturo Rodríguez Jurado, argentinischer Boxer und Union-Rugby-Spieler (* 1907)
- 24. November: Benny Friedman, US-amerikanischer American-Football-Spieler und -Trainer (* 1905)
- 24. November: Eino Penttilä, finnischer Leichtathlet (* 1906)
- 26. November: Willy Schärer, Schweizer Leichtathlet (* 1903)
- 29. November: Percy Williams, kanadischer Leichtathlet (* 1908)
- 000November: Eleanor Goss, US-amerikanische Tennisspielerin (* 1895)

### Dezember
- 01. Dezember: Hugh Plaxton, kanadischer Eishockeyspieler (* 1904)
- 02. Dezember: Giovanni Ferrari, italienischer Fußballspieler und -trainer (* 1907)
- 07. Dezember: Harry Jerome, kanadischer Leichtathlet und Olympiateilnehmer (* 1940)
- 07. Dezember: Paul Mehlitz, deutscher Hockeyspieler (* 1906)
- 07. Dezember: Edvard Vesterlund, finnischer Ringer (* 1901)
- 08. Dezember: Ken Moore, kanadischer Eishockeyspieler und -trainer (* 1910)
- 12. Dezember: Siegfried Reiner, deutscher Basketballspieler und -funktionär (* 1909)
- 16. Dezember: Colin Chapman, britischer Rennwagen-Konstrukteur (* 1928)
- 18. Dezember: Willi Multhaup, deutscher Fußballtrainer (* 1903)
- 19. Dezember: Väinö Mäkelä, finnischer Leichtathlet (* 1921)
- 23. Dezember: Piți Apolzan, rumänischer Fußballspieler (* 1927)
- 24. Dezember: Doral Pilling, kanadischer Leichtathlet (* 1906)
- 25. Dezember: Walt Ader, US-amerikanischer Automobilrennfahrer (* 1913)
- 28. Dezember: Renato Sáinz, bolivianischer Fußballspieler (* 1899)
- 29. Dezember: Max de Terra, Schweizer Automobilrennfahrer (* 1918)
- 30. Dezember: Henryk Bromowicz, polnischer Eishockeyspieler und -trainer (* 1924)

### Datum unbekannt
- Carmelo Robledo, argentinischer Boxer (* 1912)
- Karl Schlösser, deutscher Fußballspieler (* 1912)
- Henry Tyrell-Smith, irischer Motorradrennfahrer (* 1907)
- Erik Wennberg, schwedischer Leichtathlet (* 1910)